# جون سكوت ليلي
السير جون سكوت ليلي (1790-29 يونيو 1868) هو ضابط مقلد بالأوسمة في الجيش البريطاني والجيش البرتغالي وقاتَل في حرب شبه الجزيرة (1808-1814). كان جون مالكًا للأراضي ورائد أعمال ومخترع. كان نائب ملازم في مقاطعة ميدلسكس ورئيس مجالس ميدلسيكس الربعية ومن الماسونيين الأحرار وسياسيًّا راديكاليًّا ومناصرًا لرجل الدولة الإيرلندي العظيم دانييل أوكونيل. كان من أوائل المناهضين لتشريح الحيوانات الحية عملًا وكتابةً.

## خلفية تاريخية
كان جون ليلي الابن الأصغر للمبجل فيليب ليلي من قلعة درومدو في مقاطعة روسكومون وزوجته أليشيا (كنيتها قبل الزواج ستافورد). يقول مصدر أن تاريخ ولادته يعود للعام 1789. كان جون الوريث الشرعي الذي ورث الممتلكات في روسكومون ودبلن وباث. يُقال أن العائلة ارتبطت بدوق بورتلاند من خلال أمه هنرييتا ابنة الجنرال جون سكوت من فايف لكن العلاقة لم تُثبت. تزوجت أخت ليلي، أليشيا، من هيو ميل بانبوري من غويانا بصفتها زوجته الثانية؛ أصبحت ابنتهم راهبة كرملية شهيرة بينما قاتل ابنهم الأصغر تشارلز توماس في حرب القرم ورٌقّي ليصبح عقيدًا. بعد إكماله لتعليمه، كرّس جون ثروته للجيش البريطاني. عند عودته للحياة المدنية بعد أن أصيب ثلاث مرات في حملة شبه الجزيرة، تزوج جون من لويزا سوذرلاند (المولودة عام 1791) ابنة الكابتن أندرو سوذرلاند مفوض جبل طارق وزوجته لويزا كوليبروك، في الثاني والعشرين من يناير عام 1820 في ساحة سان جورج هانوفر بمقاطعة ميدلسيكس. رُزق آل ليلي بابنة وثلاثة أبناء ذكور، أصغرهم جورج أرثر هاوارد أصبح بوذيًا خلال خدمته خارج البلاد في الهند.

## المسيرة العسكرية
انضم جون إلى فوج وورويكشاير السادس في عام 1807 بصفته رقيبًا. في العام التالي، خدم تحت قيادة السير برنت سبنسر في أول قوة استكشافية إلى البرتغال للخدمة في بربري وكاديز وتاغوس. انضم إلى الفيلق اللوسيتي للجيش البرتغالي برتبة نقيب، عندما كان لا يزال عمره 19 عامًا فقط، تحت المراقبة الحثيثة للفريق بيريسفورد، الذي رفع من ترتيب فرقة النخبة المشهورة المشاة الخفيفة، الكسادوريس. بعد أن شارك في الاشتباكات للدفاع عن البرتغال، رُقّي جون ليلي لرتبة ملازم في عام 1810. قاتل في معركة بوساكو وشارك في التراجع إلى خطوط توريس فيدراس. في عام 1812 في معركة سالامانكا، اشتهر بأنه استولى شخصياً على ألوان فوج الخط 116 الفرنسي خلال الكفاح من أجل آرابيل. بصفته قائدًا للكسادوريس السابع، قاد قواته في معركة جبال البرانس ومعركة نيفيل 1813 ومعركة أورتيز 1814 وأخيرًا معركة تولوز 1814 حيث أصيب بجروح خطيرة (للمرة الثالثة) وغادر ميدان المعركة لمدة 48 ساعة. حصل على وسام الزنبق من قبل الفرنسيين. كُرم من قبل البريطانيين بوسام الصليب الذهبي للجيش، وكُرم لاحقًا بميدالية الخدمة العامة العسكرية. في جيش ويلينغتون كان تقدمه بطيئًا إلى حد ما. غادر حملة شبه الجزيرة برتبة رائد وفي عام 1816 حصل على لقب فارس عن طريق حصوله على براءة اختراع. في مراسم التتويج عام 1831، حصل على وسام رفيق الدرب. في تلك السنة أيضًا، رقّاه بيدرو البرتغالي إلى رتبة جنرال في الجيش البرتغالي. بحلول الوقت الذي تقاعد فيه رسميًا من الجيش البريطاني، في عام 1855، كان قد حصل على رتبة ملازم أول مع المعاش التقاعدي. ترك سجلاً ناصعًا من تجاربه في الحرب.

## رائد الأعمال والمخترع
عندما كان لا يزال يعمل في الجيش، ولكنه مصاب جدًا ولا يتقاضى إلا نصف أجر، ومتزوج مؤخرًا، استُقبل في نُزل أمير ويلز (الماسونية) 1923. خلال إجازة مرضية، سعى السير جون إلى استخدام طاقته وخبرته في مجتمع لندن. اشترى، عام 1822، الأرميتاج، وهي فيلا كبيرة كان يملكها ذات مرة الفنان المسرحي، سامويل فوت، إذ تبلغ مساحتها 14 فدانًا في نورث إند، في أبرشية فولهام في مقاطعة ميدلسكس. كان جيرانه الجدد، في ذلك الوقت، آل إدوارد وآل غنتر منخرطين في مواكبة طفرة القناة وثورة النقل المتزايدة. أصبح ليلي، الذي كان بالفعل مساهماً في مشروع جسر هامرشميث، مستثمراً وممثلًا رئيسيًا في شركة قناة كينسينغتون، وهو مخطط عارضه اللورد هولاند في النهاية. كانت استراتيجيته هي ربط معبر نهر هامرشميث الجديد بقرية برومبتون، باتجاه أسفل النهر وأقرب إلى لندن. لهذا الغرض، تبرع ببعض أراضيه في عام 1825 من أجل توسيع جديد للطريق العام السريع، منضمًّا إلى كل من كراون لين ونورث إند لين باتجاه كونترز كريك، (طُورت بعد ذلك لتصبح قناة كينسينغتون)، وجسر القناة الجديد الذي بناه غونتر.
من أجل خدمة تشييد القناة ورصيف الميناء على أراضٍ هي اليوم لانغتري وشارع ريكيت وروكسبي، وضع جون امتدادين آخرين للطريق غير المُعبّد على جانبي الطريق السريع الجديد، الذي سُمي في البداية طريق ريتشموند. في النهاية سُميت الطرق غير المُعبدة في حدائق ريتشموند -وفيما بعد موقع بليس- وطريق سيجريف في فولهام. نحو عام 1830، بنى أيضًا مصنع جعة نورث إند وحانة إلى جنوب الطريق السريع، جنبًا إلى جنب مع لوحات إلى الشمال على امتداد أقصر، تُديرها في البداية السيدة غوسلين. للاحتفال بتطويره للمنطقة وباعتباره مالكها الأصلي، أصبحت الحانة عام 1835 تُعرف باسم ليلي آرمز (أعيد تسميتها الآن لتصبح ليلي لانغتري، تيمنًا بالممثلة والعشيقة، بين كثيرات، لأمير ويلز). غُير اسم فولهام على امتداد طريق ريتشموند وجسر القناة في نهاية المطاف إلى طريق ليلي وجسر ليلي على التوالي. واجه مشروع القناة صعوبات مالية وكان مشروعًا سيئًا مضى عليه الزمن. في نهاية المطاف، مُهد الطريق للسكك الحديدية، إذ وُضع أول مسار واحد على طول القناة، وفي ستينيات القرن التاسع عشر شُغلت ووضع مسار سكك حديد ثانٍ.
قرر السير جون ليلي مغادرة نورث إند عام 1837 وانتقل مع عائلته إلى تشيلسي في مقاطعة ميدلسكس، حيث سكن في 12 تشاين ووك في قصر النبيل الجورجي، قام بإضافات هيكلية كبرى للقصر. من هناك، انتقل إلى كينسينغتون، ربما في أواخر أربعينيات القرن التاسع عشر، حيث بقي حتى آخر أيامه.

### صاحب براءات الاختراع
خلال حياته، حصل السير جون سكوت ليلي على ما يزيد على 30 براءة اختراع لجميع أنواع التحسينات التي تتراوح من آليات العجن وحراثة الحقول والتركيب الكيميائي للجص إلى محركات الدفع على الأرض وفي الماء. في عام 1836، صمم وحدة طاقة مخصصة لدفع العربات والمراكب التي حصل نتيجتها على براءة اختراع. أثرت خلفيته العسكرية على تصميمه لبطارية بندقية ليلي، وهي شكل مبكر من الرشاشات الآلية. إدراكًا منه للتحديات التي يواجهها النقل بسبب تحويل الحقول المفتوحة إلى مناطق صناعية، تقدم ليلي بنفسه لإنشاء رصف دائم للشوارع. صمم نظامًا يستخدم طبقات من الخشب والإسفلت لجعله مقاومًا للطقس ومنح جراء ذلك براءة اختراع. في عام 1863، كان عضوًا مؤسسًا في معهد المخترعين وتولى الرئاسة في الاجتماع العام السنوي الأول، أطلق عليه اسم الجنرال السير جون سكوت ليلي في ذلك الاجتماع.